# Orchis mascula speciosa
Orchis mascula subsp. speciosa (Mutel) Hegi, 1909 è una pianta appartenente alla famiglia delle Orchidacee.

## Descrizione

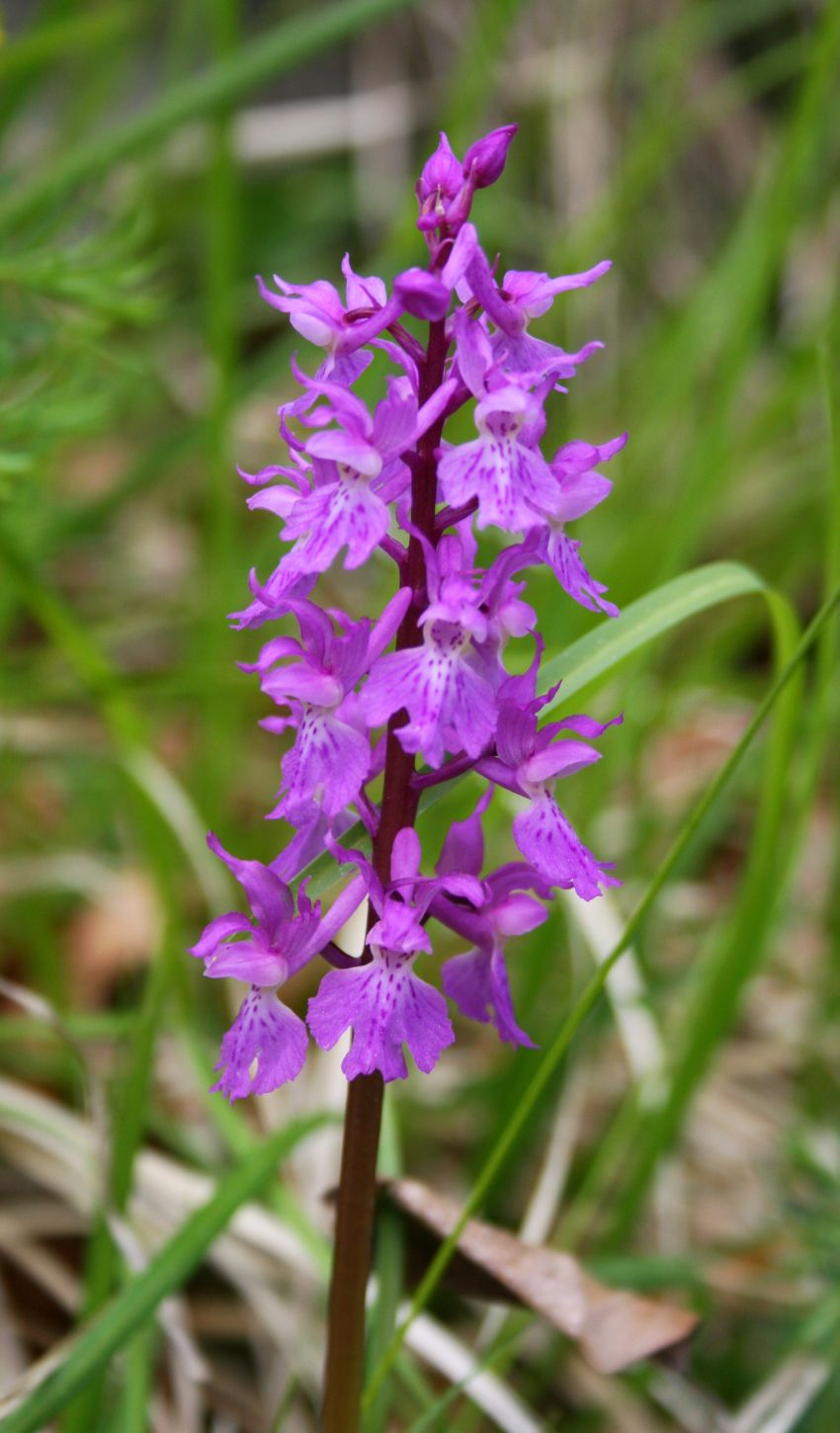
Dettaglio dell'infiorescenza.

Differisce dalla sottospecie nominale per la forma e le dimensioni dei fiori: i fiori sono più grandi di quelli di O. mascula subsp. mascula e presentano sepali laterali lunghi, acuminati e attorcigliati, con lobo centrale del labello nettamente più lungo dei laterali.

## Biologia
Specie priva di nettare, attira gli insetti impollinatori grazie all'aspetto del suo fiore e al profumo che ricorda quello di altre specie nettarifere.

## Distribuzione e habitat
L'areale di questa sottospecie si estende dall'arco alpino occidentale sino all'Ucraina, comprendendo l'Europa occidentale e i Balcani. In Italia si trova anche sull'Appennino centrale.
Cresce su prati, macchie, radure boschive, castagneti, sino a 2.500 m di altitudine.

## Tassonomia
La presenza di esemplari con caratteri intermedi tra questa sottospecie e la sottospecie nominale è considerata da alcuni autori come elemento che mette in discussione il valore tassonomico di questa entità, che potrebbe essere considerata come una mera varietà.